# سيرجيو فياجيو
سيرجيو فياجيو (بالإسبانية: Sergio Viaggio) هو مترجم أرجنتيني ولد في 24 أغسطس 1945، وتوفي في 29 مارس 2021.

## سيرته
درس في الجامعة الروسية لصداقة الشعوب بموسكو. أصبح مترجما للقسم الاسباني في مقر منظمة الأمم المتحدة في نيويورك، ثم انتقل بعد ذلك بعام إلى قسم المترجمين الشفويين. ومنذ عام 1991 وحتى تقاعده، شغل منصب رئيس قسم الترجمة الشفوية بمكتب الأمم المتحدة في فيينا.
لديه مجموعة من المنشورات، وهو عضو فخري في عدد من الجمعيات.